# Circondario di Noto
Il circondario di Noto era uno dei circondari in cui era suddivisa la provincia di Siracusa.

## Storia
Con l'Unità d'Italia (1861) la suddivisione in province e circondari stabilita dal Decreto Rattazzi fu estesa all'intera Penisola.
Il circondario di Noto fu abolito, come tutti i circondari italiani, nel 1927, nell'ambito della riorganizzazione della struttura statale voluta dal regime fascista.

## Suddivisione
Nel 1863, la composizione del circondario era la seguente:
1. Mandamento I di Avola
  - Avola
2. Mandamento II di Buccheri
  - Buccheri
3. Mandamento III di Ferla
  - Cassaro, Ferla
4. Mandamento IV di Noto
  - Noto
5. Mandamento V di Pachino
  - Pachino
6. Mandamento VI di Palazzolo Acreide
  - Buscemi, Palazzolo Acreide
7. Mandamento VII di Rosolini
  - Rosolini